# Corallocarpus triangularis
Corallocarpus triangularis är en gurkväxtart som beskrevs av Célestin Alfred Cogniaux. Corallocarpus triangularis ingår i släktet Corallocarpus, och familjen gurkväxter. Inga underarter finns listade i Catalogue of Life.